# ديتر إكشتاين
ديتر إكشتاين (بالألمانية: Dieter Eckstein)‏ ، من مواليد 12 مارس 1964 ، لاعب كرة قدم ألماني سابق. لعب مع منتخب ألمانيا لكرة القدم.

## روابط خارجية
- ديتر إكشتاين على موقع قاعدة بيانات كرة القدم.إي يو (الإنجليزية)
- ديتر إكشتاين على موقع بيانات كرة القدم. دي إي (الألمانية)
- ديتر إكشتاين على موقع ناشيونال فوتبول تيمز (الإنجليزية)
- ديتر إكشتاين على موقع عالم كرة القدم.نت (الإنجليزية)